# Van Williams (aktor)

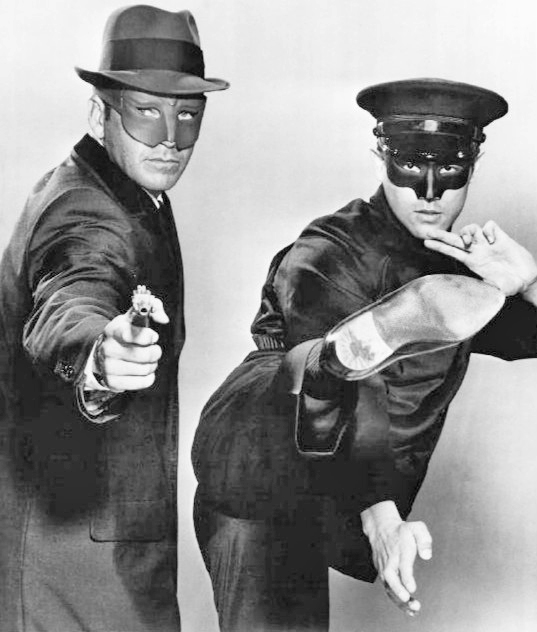
Van Williams i Bruce Lee w serialu Zielony Szerszeń (The Green Hornet)

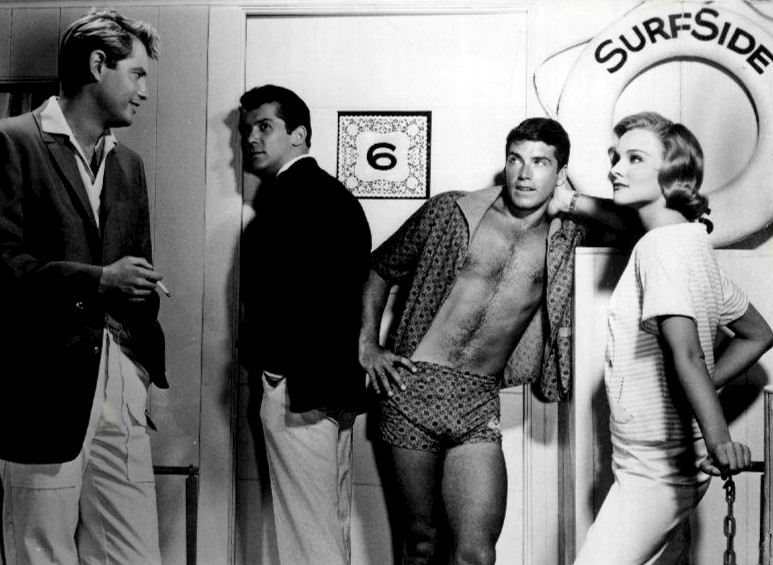
Surfside 6: Troy Donahue, Lee Patterson, Van Williams i Diane McBain

Van Williams, właśc. Van Zandt Jarvis Williams (ur. 27 lutego 1934 w Fort Worth, w stanie Teksas, zm. 28 listopada 2016 w Scottsdale, w stanie Arizona) – amerykański aktor telewizyjny i filmowy.

## Życiorys

### Wczesne lata
Urodzony w Teksasie, był synem ranczera. Specjalizował się w hodowli zwierząt i biznesie przy Texas Christian University. W 1956 r. przeprowadził się na Hawaje, gdzie pracował jako instruktor nurkowania. Rok potem (w 1957) odkryty został przez ówczesnego mąża Elizabeth Taylor – producenta filmowego Mike’a Todda, który tam filmował i namawiał go, aby przyjechał do Hollywood, by spróbować swoich sił w aktorstwie.

### Kariera
Mike Todd zginął w katastrofie lotniczej 22 marca 1958 zanim mógł pomóc Vanowi Williamsowi, ale rokujący nadzieje aktor zaryzykował. Brał tymczasowe lekcje z emisji głosu i został prawie natychmiast zaangażowany. W 1959 r. podpisał kontrakt z Warner Bros. Przełom przyszedł z serialem ABC Bourbon Street Beat (1959–1960), gdzie grał Kena Madisona. Później pracował w produkcji General Electric z Ronaldem Reaganem i serialu Surfside 6 (1960–1962), a także w pilocie telewizyjnego serialu ABC The Leathernecks. Na planie komedii romantycznej Joshuy Logana Duby smalone (Tall Story, 1960) spotkał się z Anthony Perkinsem i Jane Fondą. Po wygaśnięciu umowy z Warner Brothers w 1964 roku Williams pracował w reklamach telewizyjnych i gościnnie występował w różnych serialach telewizyjnych.
W 1966 r. Van Williams podpisał kontrakt z 20th Century Fox. Grał tajemniczego zamaskowanego bohatera i jego alter ego, redaktora gazety Britta Reida w serialu Zielony Szerszeń (The Green Hornet, 1966–1967), gdzie jego ekranowym partnerem był Bruce Lee jako Kato.

## Życie prywatne
W 1959 r. poślubił Vicki Flaxman. Mieli troje dzieci. Z poprzedniego małżeństwa z Drucillą Jane Greenhaw miał dwie córki bliźniaczki.

## Filmografia

### Filmy fabularne
- 1954: Król Ryszard II (King Richard II, TV) jako Służący Extona
- 1960: Duby smalone (Tall Story) jako
- 1963: Dozorca (The Caretakers) jako dr Larry Denning
- 1993: Smok. Historia Bruce’a Lee (Dragon: The Bruce Lee Story) jako Michel Gondry, reżyser Zielonego Szerszenia

### Seriale TV
- 1959: Colt .45 jako Tom Rucker
- 1959–60: Bourbon Street Beat jako Ken Madison
- 1960-62: Surfside 6 jako Ken Madison
- 1962: Cheyenne jako Ray Masters
- 1966–67: Zielony Szerszeń (The Green Hornet) jako Britt Reid/Zielony Szerszeń
- 1968: Wielka dolina (The Big Valley) jako szeryf Dave Barrett
- 1970: Mannix jako Kidnapper
- 1971: Ironside jako sierżant Artie Hawkins
- 1972: Mission: Impossible jako Arnold Sanders
- 1974: Gunsmoke jako Quincy
- 1976: Ulice San Francisco (The Streets of San Francisco) jako oficer Morton
- 1977: Barnaby Jones jako Munson
- 1979: Prywatny detektyw Jim Rockford (The Rockford Files) jako Lejtnant Duane Kiefer